# كليف بيفيرلي
كليف بيفيرلي (بالإنجليزية: Cliff Beverley)‏ هو لاعب دوري الرغبي نيوزيلندي، ولد في 25 مارس 1977.